# Shin Tanada
Shin Tanada (棚田 伸, Tanada Shin) est un footballeur japonais né le 25 juillet 1969. Il était milieu de terrain.